# Fiodor Muratow
Fiodor Nikołajewicz Muratow (ros. Федор Николаевич Муратов, ur. 1904, zm. 1955) – radziecki polityk, minister przemysłu rybnego Rosyjskiej FSRR (1950-1953), I zastępca ministra przemysłu rybnego ZSRR (1954-1955).
Od 1926 w WKP(b), od 1931 kierownik wydziału organizacyjno-instruktorskiego rejonowego komitetu WKP(b) w obwodzie centralno-czarnoziemskim, kierownik wydziału organizacyjno-instruktorskiego Miejskiego Komitetu WKP(b), szef wydziału politycznego stanicy maszynowo-traktorowej, sekretarz rejonowego komitetu WKP(b) w obwodzie woroneskim. 1937-1938 I sekretarz Komitetu Obwodowego Komsomołu w Woroneżu, od 1938 kierownik wydziału przemysłu transportowego Komitetu Obwodowego WKP(b) w Woroneżu, 1941 dyrektor fabryki im. Kominternu w Woroneżu. Od 4 lipca 1942 do grudnia 1943 II sekretarz Komitetu Obwodowego WKP(b) w Kujbyszewie (obecnie Samara), od 1945 do maja 1950 I sekretarz Komitetu Obwodowego WKP(b) w Astrachaniu, od 1950 do 1 kwietnia 1953 minister przemysłu rybnego ZSRR. W 1953 I zastępca ministra przemysłu lekkiego i spożywczego ZSRR, I zastępca ministra przemysłu towarów żywnościowych ZSRR, 1953-1954 szef wydziału politycznego floty rybackiej ZSRR, 1953-1954 zastępca ministra przemysłu towarów żywnościowych ZSRR, od 1954 do śmierci I zastępca ministra przemysłu rybnego ZSRR. 9 grudnia 1941 odznaczony Orderem Lenina.